# Broadwell (microarquitectura)
Broadwell es el nombre en clave para una microarquitectura de microprocesadores de la empresa estadounidense Intel. Fue desarrollada como sucesora de la microarquitectura Haswell. Es la llamada quinta generación de procesadores.

## Visión general
Se espera que su fabricación incluya una tecnología de fabricación de los microprocesadores de 14 nanómetros.
Puede llevar conexión BGA (típica en dispositivos portátiles), Intel decidió saltarse su tónica habitual en lo relativo a procesadores de escritorio y en lugar de lanzar la quinta generación de procesadores (Broadwell) para ordenadores de sobremesa, lo que hizo fue lanzar Haswell Refresh y Devil’s Canyon, simples actualizaciones de los chips que ya tenía en el mercado en ese entonces.

## Historia

### Predecesor

#### Haswell
Haswell es el nombre en clave para la microarquitectura de microprocesadores desarrollada por Intel como sucesora de la arquitectura Ivy bridge, del mismo fabricante. Utilizará un proceso de fabricación de 22 nanómetros con utilización de transistores Tri-Gate, al igual que Ivy bridge.

### Sucesor

#### Skylake
Skylake es el nombre en clave para la microarquitectura de microprocesadores desarrollada por Intel como sucesora de la arquitectura Broadwell.